# 加拿大极端温度列表
本表列出加拿大各行省和地区出现的极端气温纪录。
| 行省或地区         | 最高气温纪录       | 日期                        | 地点                               | 最低气温纪录         | 日期          | 地点                 |
| ------------------ | ------------------ | --------------------------- | ---------------------------------- | -------------------- | ------------- | -------------------- |
|                    | 43.3 °C （110 °F） | 1931年7月21日               | 巴萨诺                             | −61.1 °C （−78 °F）  | 1911年1月11日 | 威密伦堡             |
|                    | 49.6 °C （121 °F） | 2021年6月29日               | 利顿                               | −58.9 °C （−74 °F）  | 1947年1月31日 | 史密斯河             |
| 曼尼托巴省         | 44.4 °C （112 °F） | 1936年7月11日 1936年7月12日 | 爱默生 圣奥尔本                    | −52.8 °C （−63 °F）  | 1899年1月9日  | 挪威之家             |
|                    | 39.4 °C （103 °F） | 1935年8月18日               | 内皮西吉特瀑布 雷克斯顿 伍德斯托克 | −46.7 °C （−52 °F）  | 1925年1月18日 | 奇普曼               |
| 紐芬蘭與拉布拉多省 | 38.3 °C （101 °F） | 1921年7月6日                | 西北河镇（拉布拉多）               | −51.1 °C （−60 °F）  | 1972年2月17日 | 埃斯克尔（拉布拉多） |
| 紐芬蘭與拉布拉多省 | 36.7 °C （98 °F）* | 1976年8月22日               | 博特伍德（纽芬兰岛）               | −45.0 °C （−49 °F）* | 1975年2月4日  | 獾镇（纽芬兰岛）     |
|                    | 39.9 °C （104 °F） | 2021年6月30日               | 史密斯堡                           | −59.4 °C （−75 °F）  | 1936年1月8日  | 决议堡               |
| 新斯科舍省         | 38.3 °C （101 °F） | 1935年8月19日               | 科利奇维尔                         | −41.1 °C （−42 °F）  | 1920年1月31日 | 上斯蒂维亚克         |
| 努納武特地區       | 34.9 °C （95 °F）  | 1989年7月15日               | 库格鲁克图克                       | −57.8 °C （−72 °F）  | 1973年2月13日 | 牧羊人湾             |
| 安大略省           | 42.2 °C （108 °F） | 1919年7月20日               | 比斯科塔辛                         | −58.3 °C （−73 °F）  | 1935年1月23日 | 易洛魁瀑布           |
| 安大略省           | 42.2 °C （108 °F） | 1936年7月11日 1936年7月12日 | 阿提科坎                           | −58.3 °C （−73 °F）  | 1935年1月23日 | 易洛魁瀑布           |
| 安大略省           | 42.2 °C （108 °F） | 1936年7月13日               | 弗朗西斯堡                         | −58.3 °C （−73 °F）  | 1935年1月23日 | 易洛魁瀑布           |
| 愛德華王子島省     | 36.7 °C （98 °F）  | 1935年8月19日               | 夏洛特顿                           | −37.2 °C （−35 °F）  | 1884年1月26日 | 南基尔代尔           |
| 魁北克省           | 40.0 °C （104 °F） | 1921年7月6日                | 玛丽镇                             | −54.4 °C （−66 °F）  | 1923年2月5日  | 都塞特               |
| 薩斯喀徹溫省       | 45.0 °C （113 °F） | 1937年7月5日                | 耶洛格拉斯 米黛尔                  | −56.7 °C （−70 °F）  | 1893年2月1日  | 艾伯特亲王城         |
| 育空地區           | 36.5 °C （98 °F）  | 2004年6月25日               | 塔希尼                             | −63.0 °C （−81 °F）  | 1947年2月3日  | 斯纳格               |